# Rule/Sparkle
Singles de Ayumi Hamasaki
Days/Green 
 Green/Days
(2008) Sunrise/Sunset ~Love is All~
(2009)
Rule / Sparkle est le 45e single original de Ayumi Hamasaki sorti sous le label Avex Trax, excluant ré-éditions, remixes, singles digitaux, et son tout premier single.

## Présentation
Le single sort le 25 février 2009 au Japon sous le label Avex Trax, produit par Max Matsuura. Il ne sort que deux mois après le précédent single de la chanteuse, Days/Green / Green/Days. Il atteint la 1re place du classement de l'Oricon. Il se vend à 95 309 exemplaires la première semaine, et reste classé pendant neuf semaines, pour un total de 130 816 exemplaires vendus durant cette période. Il sort en trois versions : deux versions "CD seul" différentes et une version "CD+DVD", avec des pochettes et un contenu différents ; le DVD supplémentaire contient le clip d'un des titres et son "making of". Les premières éditions des singles comportent une illustration spéciale d'Akira Toriyama imprimée sur les disques.
Les différentes versions du single, "double face A", contiennent six titres en commun : deux chansons inédites et leurs versions instrumentales, et deux versions remixées de l'une d'elles, Rule. Le CD de la version "CD+DVD" ne contient que ces six titres, tandis que les deux versions "CD seul" contiennent deux versions remixées supplémentaires des chansons du précédent single Days/Green / Green/Days : deux remix de la chanson Days sur l'une, et deux de la chanson Green sur l'autre
Les deux chansons inédites ont servi de thèmes musicaux : Rule pour le film Dragonball Evolution dans le monde entier, et Sparkle pour une campagne publicitaire pour le produit Zest Spark de la marque Honda. Elles figureront sur l'album Next Level qui sortira un mois plus tard. Le titre Rule sera aussi remixé sur l'album Ayu-mi-x 7 presents ayu trance 4 de 2011.

## Liste des titres
Toutes les paroles sont écrites par Ayumi Hamasaki.
| 1. | Rule (Original Mix)                   | Miki Watanabe / HΛL  | 4:09 |
| 2. | Sparkle (Original Mix)                | Kazuhiro Hara / CMJK | 4:32 |
| 3. | Days (8-bits of tears YMCK remix)     | Kunio Tago / HΛL     | 4:20 |
| 4. | Days (Acoustic Orchestra version)     | Kunio Tago / HΛL     | 5:17 |
| 5. | Rule (80kidz's "No More Rule" mix)    | Miki Watanabe / HΛL  | 4:52 |
| 6. | Rule (Remo-con "tech dance" remix)    | Miki Watanabe / HΛL  | 6:45 |
| 7. | Rule (Original Mix - Instrumental)    | Miki Watanabe / HΛL  | 4:09 |
| 8. | Sparkle (Original Mix - Instrumental) | Kazuhiro Hara / CMJK | 4:31 |

| 1. | Rule (Original Mix)                           | Miki Watanabe / HΛL  | 4:09 |
| 2. | Sparkle (Original Mix)                        | Kazuhiro Hara / CMJK | 4:32 |
| 3. | Green (CMJK Spring Storm mix) (GREEN...)      | Kunio Tago / HΛL     | 5:46 |
| 4. | Green (Acoustic Orchestra version) (GREEN...) | Kunio Tago / HΛL     | 4:56 |
| 5. | Rule (80kidz's "No More Rule" mix)            | Miki Watanabe / HΛL  | 4:52 |
| 6. | Rule (Remo-con "tech dance" remix)            | Miki Watanabe / HΛL  | 6:45 |
| 7. | Rule (Original Mix - Instrumental)            | Miki Watanabe / HΛL  | 4:09 |
| 8. | Sparkle (Original Mix - Instrumental)         | Kazuhiro Hara / CMJK | 4:31 |

| 1. | Rule (Original Mix)                   | Miki Watanabe / HΛL  | 4:09 |
| 2. | Sparkle (Original Mix)                | Kazuhiro Hara / CMJK | 4:32 |
| 3. | Rule (80kidz's "No More Rule" mix)    | Miki Watanabe / HΛL  | 4:52 |
| 4. | Rule (Remo-con "tech dance" remix)    | Miki Watanabe / HΛL  | 6:45 |
| 5. | Rule (Original Mix - Instrumental)    | Miki Watanabe / HΛL  | 4:09 |
| 6. | Sparkle (Original Mix - Instrumental) | Kazuhiro Hara / CMJK | 4:31 |

| 1. | Rule (vidéo clip) |  |
| 2. | Rule (making of~) |  |